# لاک-دو-سرف، کبک
لاک-دو-سرف (به فرانسوی: Lac-du-Cerf) شهری در منطقه شهری آنتوان-لابل ناحیه لورانتید در استان کبک کانادا است. در سرشماری سال ۲۰۱۱ این شهر ۴۵۸ نفر جمعیت داشته‌است و مساحت آن ۷۸٫۴۵ کیلومتر مربع است.